# TIAM2
TIAM Rac1 asociado a GEF 2, STEF o TIAM2 (T-lymphoma invasion and metastasis-inducing protein 2) es un gen de codificación de proteína. Está relacionado con fenotipos malignos en diversos cánceres y otras enfermedades como linfomas. STEF es un factor de intercambio de nucleótidos de guanina selectivos de Rac1. 
El análisis de transferencia Nothern con la sonda DP75 reveló una transcripción de aproximadamente 3,3 kb en la corteza cerebral, el polo occipital, el lóbulo frontal y el lóbulo temporal, y una transcripción de aproximadamente 4,4 kb en el cerebelo y los testículos. Asimismo, se han descrito diversas variantes de transcripción que codifican para diferentes isoformas. Un parálogo importante de TIAM2 es TIAM1. 
Entre las diversas funciones que realiza STEF, se pueden destacar: modula la actividad de proteínas RHO y conecta señales extracelulares a las actividades citoesqueléticas, estimula el intercambio de GDP-GTP de las GTPasas RHO y las activa, y participa en la formación de lamelipodios y el avance del cono de crecimiento de las neuronas hipocampales embrionarias.

## Biosíntesis

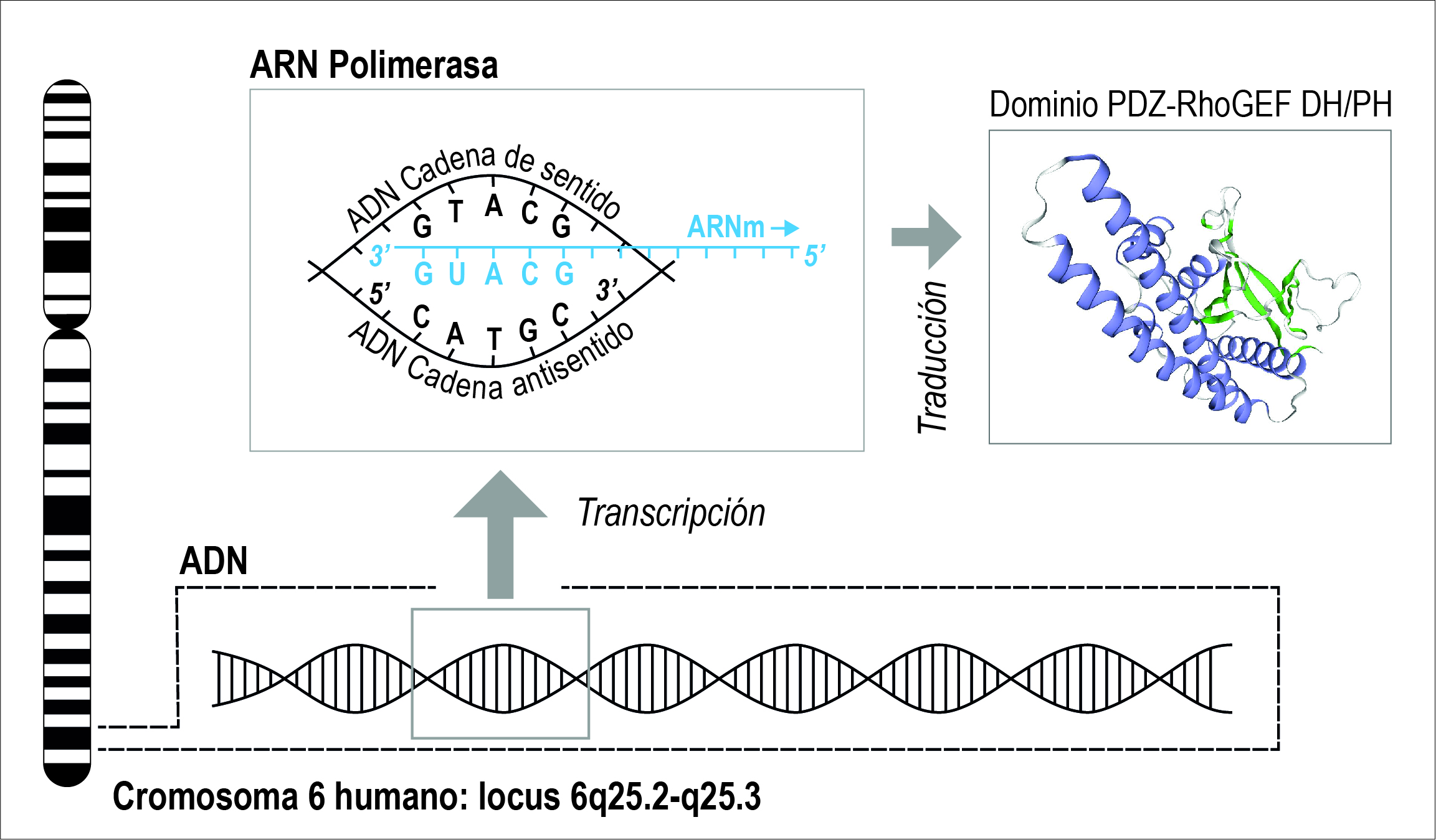
Localización de TIAM2 en el cromosoma 6 humano

El gen humano de TIAM2 se encuentra en el Cromosoma 6 (humano), tiene una longitud de 425 027 pares de bases, con una región codificante de 127 898 pares de bases y un total de 24 exones. El mRNA correspondiente tiene una longitud de 2 668 pares de bases y, mediante el proceso de traducción y modificaciones postraduccionales, se obtiene una proteína de 1701 aminoácidos.

## Estructura
El gen TIAM2 (T-lymphoma invasion and metastasis-inducing protein 2) en humanos se localiza en el locus 6q25.2-q25.3 del cromosoma 6. Se trata de un gen que codifica la proteína TIAM2 y que presenta los siguientes dominios:

#### Dominio PDZ
El dominio PDZ recibe su nombre en honor a las primeras tres proteínas en las cuales se identificó dicho dominio y son: la proteína de densidad postsináptica 95 (PSD-95), la proteína de discos grandes de Drosophila (DIg) y la Zonula occludens 1 (ZO-1). Este dominio se identificó en proteínas que realizan funciones de señalización. Además, para que la función de señalización se realice de manera correcta es capital la presencia de este dominio, ya que media en las complejas redes de interacciones de proteína-proteína que se tiene que realizar en las células polarizadas.

#### Dominio de proteínas de la familia Rho
Las proteínas de la familia Rho son pequeñas proteínas fijadoras de nucleótidos de guanina y funcionan como un interruptor molecular que regula la dinámica de los filamentos de actina del citoesqueleto. Las proteínas Rho se activan si se encuentran unidas a GTP y se inactivan si se encuentran unidas a GDP. Además, existen proteínas que regulan la actividad de las proteínas Rho mediante procesos agonistas o antagonistas. Por ejemplo, las proteínas GEFs provocan su activación y, en cambio, las proteínas GAPs y GDIs producen una reducción al aumentar la hidrólisis de GTP o reduciendo las GTPasas activas. Las Rho GTPasas juegan un papel clave en los diferentes tipos de migración celular tanto individual como colectiva, ya que los datos obtenidos en los diferentes estudios evidencian la implicación de estas GTPasas en la migración impulsada por lamellipodium, protuberancias invadopodiales, filopodios, ampollas y/o migración a través de otras células -células germinales primordiales, leucocitos y células cancerosas son ejemplos de migración a través de células-.

#### Dominio de homología Pleckstrin
El dominio de homología pleckstrin, conocido también como dominio PH o PHIP, está formado por aproximadamente 120 aminoácidos y se localiza en proteínas implicadas en la comunicación intracelular o que forman parte del citoesqueleto de la célula. Asimismo, este dominio puede interactuar con otras moléculas como, por ejemplo, unir lípidos dentro de las membranas biológicas. Mediante esta interacción puede redirigir las proteínas a otros compartimentos de la célula o permitir su interacción con otras vías de transducción de señales.

## Isoformas
TIAM2 se expresa en dos isoformas que codifican proteínas que ejercen múltiples efectos en la transmisión del haplotipo t del ratón. No obstante, estos efectos son opuestos. Este último, corresponde a una región variante del cromosoma 17 muy estudiada, que causa una Distorsión de la Relación de Transmisión (TRD) del haplotipo t en ratones, por lo que la motilidad o la movilidad del espermatozoide es perjudicada. Su característica principal es la alta frecuencia de relación de transmisión a la descendencia; alrededor del 99%.[cita requerida]
Esta alta relación de transmisión es facilitada y promovida por ciertos distorsionadores que codifican los reguladores de proteínas Rho y que actúan sobre un locus en la región del haplotipo t. Entre ellos, identificamos a TIAM2, expresado en dichas isoformas que muestran patrones de expresión diferenciales opuestos entre tipo salvaje en comparación con el alelo del haplotipo t. Las isoformas corresponden, por un lado, a la expresión de la transcripción más corta, TIAM2s, que mejora la transmisión del haplotipo y, por otro lado, a la expresión de TIAM2l, de longitud completa, cuyo efecto es opuesto al anterior. Es decir, pueden promover la transmisión del halotipo t o actuar de manera contraria. Desde el alelo t, TIAM2s se expresa más fuerte que TIAM2l, en cambio, el alelo de tipo salvaje se expresa igual o con más fuerza que TIAM2l. Por tanto, la sobreexpresión de TIAM2s mejora no solo la tasa de transmisión del haplotipo sino también su velocidad. Al mismo tiempo, ambas isoformas son capaces de interactuar con diferentes proteínas y controlar la señalización de diferentes compartimentos celulares como el axonema.
Cabe destacar también la existencia de otro dominio en la familia TIAM, llamado TIAM1 (T-lymphoma invasion and metastasis 1 and 2), un gen homólogo de TIAM2 que también codifica una proteína del factor de intercambio de nucleótidos de guanina siendo así, de la misma manera que TIAM2, reguladores de aspectos como la morfología celular, la señalización, entre otros. TIAM 1 desempeña un papel importante en el desarrollo de neuronas y neoplasias malignas humanas. Se identificó antes que TIAM2, este último fue aislado mediante experimentos de RT-PCR usando ARNm extraído del cerebro adulto de los ratones. Del mismo modo que lo hace TIAM2, TIAM1 está también involucrado en incrementar la tumorigénesis así como la movilidad y migración de células neuronales y cancerígenas.

## Interacciones

### Gen
TIAM2 interacciona con aproximadamente un total de 28 genes. En el top 25 de genes con los que interactúa se puede destacar, por ejemplo, el gen TIAM1, DISC1 o PIK3CB. Con este último, interactúa para realizar una función ya descrita anteriormente: regulación de las actividades citoesqueléticas, específicamente la regulación de la actina del citoesqueleto. Además, también modula la actividad de diversas proteínas RHO, como RHOT1, RHOG o RHOC. Asimismo, hay otros genes menos mencionados con los que se relaciona, entre los que se encuentran ANXA7, DNM2 y RIGI.

### Proteína
La proteína TIAM2 actúa como estimuladora de la actividad de intercambio PIB-GTP de las GTPasas similares a las Rho, 
y las activa. De este modo colabora en el crecimiento de los neuritos. TIAM2 interacciona con aproximadamente un total de 12 proteínas.
Asimismo, TIAM2 es un componente clave en la mediación de la transendocitosis del receptor de la efrina EphB2 en la célula, además de ser importante en la repulsión celular. Estos receptores tienen la función de  interactuar con los ligandos de efrina unidos a la membrana para regular la atracción o repulsión mediada por contacto entre células opuestas, influyendo así en la morfogénesis del tejido.

## Funciones
El gen TIAM2 codifica una proteína  homónima que desempeña diversas funciones relacionadas con la señalización  e interacciones y activaciones de otras proteínas. Por un lado, modula la actividad de las proteínas parecidas a las Rho, como ya se ha mencionado con anterioridad, y conecta las señales extracelulares con la actividad dinámica del citoesqueleto (morfología), adquiriendo así una función capital en la movilidad celular, y la migración celular.Por otro lado, la proteína codificada también puede desempeñar un papel en el desarrollo de las células neuronales.

#### Morfología celular
TIAM2 conecta la actividad del citoesqueleto con las señales extracelulares. El control de la forma del núcleo celular es imprescindible para mantener el dinamismo de diversos procesos celulares y, de hecho, el mal funcionamiento en este aspecto puede llegar a ser una característica de varios subtipos de cáncer. La forma del núcleo se mantiene en parte gracias a una tapa de actina del citoesqueleto. Es aquí cuando TIAM2 adquiere una función importante, ya que si en el citoesqueleto tenemos una baja concentración de TIAM2, se producirá una pérdida de la rigidez del núcleo. Esto afectará a la forma en que se expresan los genes TAZ y nos dará como resultado una reducción en la capacidad de detectar los estímulos mecánicos puesto que quedará interrumpida la capa de actina que forma la vía de detección de dichos estímulos. Por lo tanto, STEF/TIAM2 regula la rigidez nuclear y la tensión perinuclear, activando proteínas o genes como Rac1.

#### Migración celular
Los datos obtenidos en ensayos sobre la cicatrización de heridas en células a las cuales se les aplicó doxiciclina, sustancia que regula a la baja los niveles de STEF, dio como resultado una reducción significativa en la capacidad de la célula para cicatrizar. Esta reducción en la cicatrización es el resultado de una alteración en la migración de las células hacia el lugar de la herida. Asimismo, el estudio de la velocidad promedio de migración de células mostró que al reducir los niveles de STEF, la velocidad promedio se reducía entre un 30-45%.

## Enfermedades asociadas

En esta imagen podemos observar las zonas que más comúnmente presentan metástasis, así como los síntomas más frecuentes asociados a cada zona.

TIAM2 mantiene una asociación estrecha con el cáncer, especialmente en procesos que impliquen metástasis, lo cual puede quedar explicado por la capacidad que tiene TIAM2 para promover el movimiento de las células. Por tanto, al favorecer el movimiento de las células, aumenta la probabilidad de que las células cancerosas puedan viajar e invadir tejidos vecinos, produciendo así una metástasis.
Para entender mejor la relación entre TIAM2 y el cáncer podemos analizar los siguientes estudios hechos sobre el carcinoma hepatocelular (CHC). Se hicieron investigaciones que demostraron la expresión de TIAM2 en estas células cancerosas. Se vio como la expresión de TIAM2 en células HepG2 (es decir, línea celular de células inmortales del tejido hepático) estimuló el crecimiento y la invasión de la patología. Se hizo también un experimento con un topo xenotrapiantado, lo que sucedió fue que la expresión de TIAM2 convirtió células humanas HCC no invasivas en tumores agresivos.
Otros cánceres que pueden estar relacionados con la expresión de TIAM2 son, por ejemplo, el linfoma, el cáncer pancreático y el cáncer de pulmón. Por otro lado, el aumento de la expresión de TIAM2s humano da lugar a la proliferación e invasión en las células cancerosas del hígado.
Además de desempeñar un papel en la migración celular, también está relacionada con la creación de un microambiente predispuesto a la formación del cáncer en el colon. Una de las cosas que TIAM2 hace es regular la concentración de serotonina a nivel celular (se ha reconocido la serotonina como un marcador de inflamación presente en los sitios de lesión del colon). Modulando la concentración de serotonina tiene la capacidad de crear un microambiente proinflamatorio predispuesto a la formación del cáncer.